# Czeres

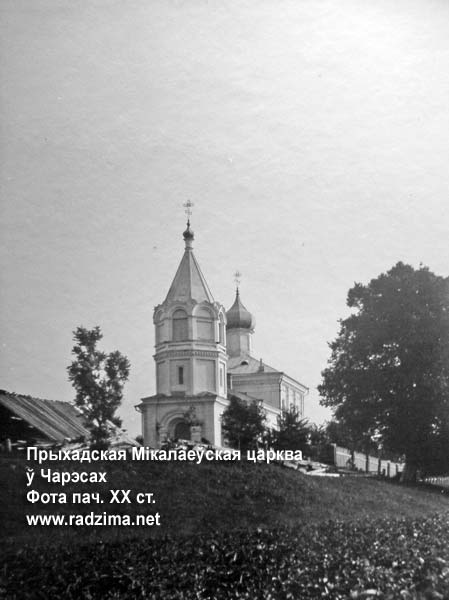
Czeres, cerkiew św. Mikołaja Cudotwórcy (1900)

Czeres (biał. Чарасы, Czarasy; ros. Черессы, Czeriessy) – agromiasteczko na Białorusi, w obwodzie witebskim, w rejonie miorskim, w sielsowiecie Miory.
Siedziba parafii prawosławnej pw. św. Mikołaja Cudotwórcy.

## Historia
Pierwsza wzmianka o miejscowości pochodzi z 1529 roku
W czasach zaborów istniały folwark i dobra Czeress należące do gminy Czeress w powiecie dzisieńskim, w guberni wileńskiej Imperium Rosyjskiego.
W latach 1921–1945 kolonia i osada leżały w Polsce, w województwie wileńskim, w powiecie dziśnieńskim, od 1926 w powiecie brasławskim, w gminie Czeres a od 1927 w gminie Miory.
Według Powszechnego Spisu Ludności z 1921 roku zamieszkiwało:
- kolonię – 116 osób, 26 było wyznania rzymskokatolickiego a 90 prawosławnego. Jednocześnie 12 mieszkańców zadeklarowało polską przynależność narodową a 104 białoruską. Było tu 16 budynków mieszkalnych[6]. W 1931 w 16 domach zamieszkiwało 110 osób[7].
- osadę  – 15 osób, 7 było wyznania rzymskokatolickiego, 3 prawosławnego a 5 mojżeszowego. Jednocześnie 3 mieszkańców zadeklarowało polską przynależność narodową, 7 białoruską a 5 żydowską. Były tu 3 budynki mieszkalne[6]. W 1931 w 3 domach zamieszkiwało 31 osób[7].

Wierni należeli do parafii rzymskokatolickiej w Miorach i miejscowej prawosławnej. Miejscowość podlegała pod Sąd Grodzki w Druji i Okręgowy w Wilnie; właściwy urząd pocztowy mieścił się w Miorach.
W wyniku napaści ZSRR na Polskę we wrześniu 1939 miejscowość znalazła się pod okupacją sowiecką. 2 listopada została włączona do Białoruskiej SRR. Od czerwca 1941 roku pod okupacją niemiecką. W 1944 miejscowość została ponownie zajęta przez wojska sowieckie i włączona do obwodu mińskiego Białoruskiej SRR.
Od 1991 w składzie niepodległej Białorusi. 

## Zabytki
- Cerkiew prawosławna pw. św. Mikołaja Cudotwórcy wybudowana w latach 1885–1886, parafialna